# Tobias Häusler

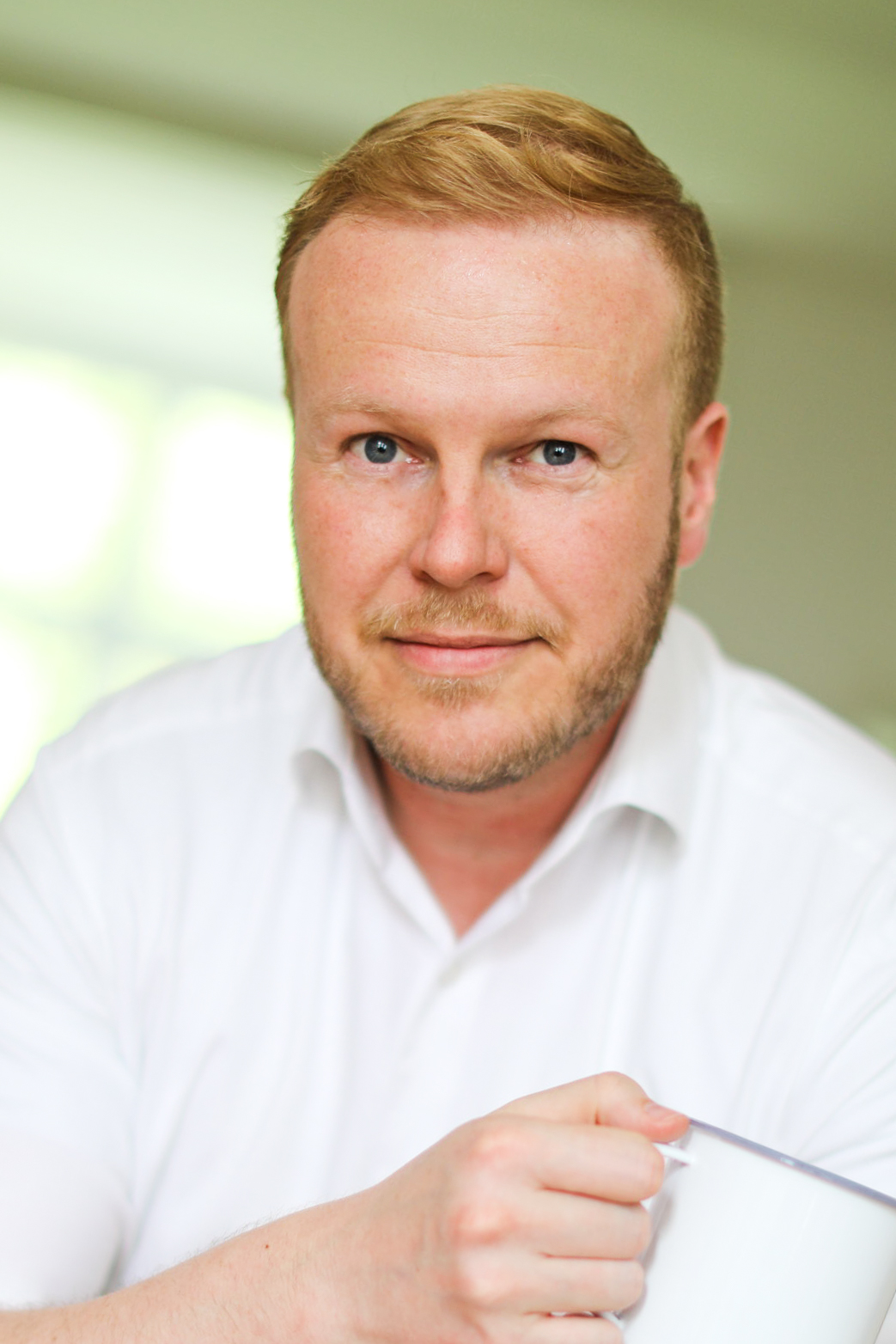
Tobias Häusler, 2021

Tobias Häusler (* 14. Mai 1980 in Arnsberg, Sauerland) ist ein deutscher Hörfunk- und Fernsehmoderator.

## Leben
Tobias Häusler wuchs in Drensteinfurt-Rinkerode im Münsterland auf und machte sein Abitur am Immanuel-Kant-Gymnasium in Münster-Hiltrup. Während der Schulzeit begann er 1995 als Reporter für die Münstersche Zeitung und die Dreingau Zeitung zu schreiben.
Häusler moderierte 1996 seine erste Radiosendung beim Lokalsender Radio WAF im Kreis Warendorf und später auch bei Antenne Münster und Radio Gütersloh.
Seine erste landesweite Sendung moderierte er bei Radio NRW für die NRW-Lokalradios. Sein Volontariat machte er ab 2001 ebenfalls bei Radio NRW in Oberhausen, wo er Mitte 2002 als Moderator und Redakteur übernommen wurde.
2003 erhielt Häusler für eine Glosse über das politische Karriereende von Jürgen W. Möllemann den Axel-Springer-Preis für junge Journalisten. Im Jahr 2007 übernahm er zusätzlich die Position des Ausbildungsbeauftragten bei Radio NRW. Im Jahr 2011 folgte die Grimme-Nominierung zum Deutschen Radiopreis in der Kategorie „Bestes Interview“.
Nach 12 Jahren verließ Häusler Radio NRW, um ab März 2013 im WDR Fernsehen die landesweiten Nachrichtenmagazine WDR aktuell zu moderieren. Im Jahr 2013 erhielt Tobias Häusler seine eigene Talkshow im WDR 2-Hörfunk Zu Gast bei Tobias Häusler, wo er im wöchentlichen Wechsel mit Thomas Bug mit prominenten Gästen über deren Musik sprach. Häusler trat damit die Nachfolge von Roger Handt an.
2016 übernahm Tobias Häusler die Radiosendung WDR2 MonTalk von Christine Westermann im Wechsel mit Gisela Steinhauer. Seit 2018 moderiert er auf WDR 2 Magazinsendungen und die WDR 2 Hausparty.
Darüber hinaus arbeitet Tobias Häusler als Moderator von Talks, Kongressen, Galas und Podiumsdiskussionen für Verbände, Ministerien und Wirtschaftsunternehmen.
Daneben war Häusler ab 1999 die Station-Voice bei Radio Charivari 95.5 München, später noch bei Sendern wie z. B. rbb 88.8 in Berlin, Alsterradio in Hamburg, Energy in Stuttgart, harmony.fm in Hessen, Antenne MV in Mecklenburg-Vorpommern. Er ist die aktive Station-Voice von WDR 4, NDR 1 Radio MV, dem Abend aller NDR 1-Sender und der ARD Hitnacht in Deutschland.